# Закон Гей-Люссака
Зако́н Гей-Люсса́ка — назва двох газових законів, названих на ім'я французького вченого Жозефа-Луї Гей-Люссака:
1. Закон теплового розширення газів (термодинамічний);
2. Закон об'ємних відношень (хімічний).

1) Закон теплового розширення газів — при сталому тискові залежність об'єму {\displaystyle V_{t}} даної маси газу від температури {\displaystyle t} описується формулою:
{\displaystyle {\frac {V_{t}-V_{0}}{V_{0}}}=\alpha (t-t_{0})}
або, якщо {\displaystyle t} = 0 °C, то
{\displaystyle V_{t}=V_{0}(1+\alpha _{0}t)},
де {\displaystyle V_{0}} — об'єм газу при даному тискові і при температурі 0 °C
{\displaystyle t} — температура (емпірична) за шкалою Цельсія,
{\displaystyle \alpha _{0}} — коефіцієнт об'ємного розширення ідеального газу. {\displaystyle \alpha _{0}={\frac {1}{273,15}}K^{-1}}.
Формула {\displaystyle V_{t}=V_{0}(1+\alpha _{0}t)} за тих же умов може бути переписана у вигляді
{\displaystyle {\frac {V_{t}}{V_{0}}}={\frac {T}{T_{0}}}},
де {\displaystyle T_{0}} = 273,15 K
2) Закон об'ємних відношень, за яким при постійних температурі і тиску об'єми газів, які вступають у реакцію, відносяться між собою і до об'ємів газоподібних продуктів реакції як невеликі прості числа. Наприклад, при взаємодії одного об'єму водню з одним об'ємом хлору утворюються два об'єми хлороводню:
H2 + Cl2 → 2HCl